# 1981 en sport automobile
Chronologie du Sport automobile
1980 en sport automobile - 1981 en sport automobile - 1982 en sport automobile

## Les faits marquants de l'année1981enSport automobile
- Nelson Piquet remporte le Championnat du monde de Formule 1 au volant d'une Brabham-Ford.
- Dernier Grand Prix automobile d'Espagne de Formule 1 sur le circuit de Circuit del Jarama.

## Par mois

### Janvier
- 20 janvier : Metge et Giroux remportent leur troisième Paris-Dakar en Range Rover alors qu'Hubert Auriol remporte la course moto sur BMW.
- 30 janvier, (Rallye automobile) : arrivée du Rallye de Monte-Carlo.

### Février
- 15 février, (Rallye automobile) : arrivée du Rallye de Suède.

### Mars
- 7 mars (Rallye automobile) : arrivée du Rallye du Portugal.
- 15 mars, (Formule 1) : Grand Prix automobile de la côte Ouest des États-Unis.
- 29 mars, (Formule 1) : Grand Prix automobile du Brésil.

### Avril
- 12 avril (Formule 1) : Grand Prix automobile d'Argentine.
- 20 avril (Rallye automobile) : arrivée du Rallye Safari.

### Mai
- 2 mai (Rallye automobile) : arrivée du Tour de Corse.
- 3 mai (Formule 1) : Grand Prix automobile de Saint-Marin.
- 17 mai (Formule 1) : Grand Prix automobile de Belgique.
- 31 mai (Formule 1) : Grand Prix automobile de Monaco.

### Juin
- 4 juin (Rallye automobile) : arrivée du Rallye de l'Acropole.
- 13 juin : départ de la quarante-neuvième édition des 24 Heures du Mans.
- 14 juin : victoire de Jacky Ickx et Derek Bell aux 24 Heures du Mans.
- 21 juin (Formule 1) : Grand Prix automobile d'Espagne.

### Juillet
- 5 juillet (Formule 1) : victoire du français Alain Prost sur une Renault au Grand Prix automobile de France.
- 18 juillet (Formule 1) : Grand Prix automobile de Grande-Bretagne.
- 23 juillet (Rallye automobile) : arrivée du Rallye d'Argentine.

### Août
- 2 août (Formule 1) : Grand Prix automobile d'Allemagne.
- 8 août (Rallye automobile) : arrivée du Rallye du Brésil.
- 16 août (Formule 1) : Grand Prix automobile d'Autriche.
- 30 août :
  - (Formule 1) : Grand Prix automobile des Pays-Bas.
  - (Rallye automobile) : arrivée du Rallye de Finlande.

### Septembre
- 13 septembre (Formule 1) : Grand Prix automobile d'Italie.
- 27 septembre (Formule 1) : Grand Prix automobile du Canada.

### Octobre
- 10 octobre (Rallye automobile) : arrivée du Rallye Sanremo.
- 17 octobre (Formule 1) : Grand Prix automobile de Las Vegas.
- 21 octobre (Rallye automobile) : arrivée du Rallye de Côte d'Ivoire.

### Novembre
- 25 novembre (Rallye automobile) : arrivée du Rallye de Grande-Bretagne.

## Naissances
- 1er janvier : Zsolt Baumgartner, pilote automobile hongrois.
- 9 février :  Joël Camathias, pilote automobile suisse.
- 3 mars : Ed Carpenter, pilote automobile américain.
- 24 mars : Gary Paffett, pilote automobile anglais.
- 22 avril : Rafael Sperafico, pilote automobile brésilien. († 9 décembre 2007).
- 23 avril : Hiroaki Ishiura, pilote automobile japonais.
- 25 avril : Felipe Massa, pilote automobile brésilien.
- 25 mai : Dirk Werner, pilote automobile allemand.
- 30 mai : Gianmaria Bruni, pilote de sport automobile Italien.
- 21 juin : Christian Montanari, pilote automobile saint-marinais.
- 11 juillet : Jody Firth, pilote automobile britannique.
- 13 juillet : João Paulo Lima de Oliveira, pilote automobile brésilien.
- 25 juillet : Juho Hänninen, pilote automobile finlandais de rallyes.
- 29 juillet : Fernando Alonso, pilote automobile espagnol.
- 19 octobre : Heikki Kovalainen, pilote automobile finlandais.
- 23 octobre : Jeroen Bleekemolen, pilote automobile néerlandais.
- 2 décembre : Gaurav Gill, pilote de rallyes indien.

## Décès
- 1er janvier : Mauri Rose, pilote automobile d'IndyCar américain, (° 26 mai 1906).
- 22 janvier : Cuth Harrison, pilote anglais de course automobile. (° 6 juillet 1906).
- 23 mars : Mike Hailwood, 41 ans, pilote moto puis pilote automobile britannique. (° 2 avril 1940).
- 13 juin : Jean-Louis Lafosse, pilote automobile français. (° 15 mars 1941).
- 29 août : Kaye Don, pilote automobile et motocycliste irlandais, sur circuits, également skeeper. (° 10 avril 1891).
- 29 octobre : Jean Claude Marie Trévoux, pilote de rallye français, 4 victoires au Rallye Monte-Carlo (une comme copilote, les trois comme pilote). (° 27 février 1905).
- 26 novembre : Ernesto Prinoth, pilote automobile italien et le fondateur de l'entreprise Prinoth AG, (° 15 avril 1923).